# Csaba Böjte

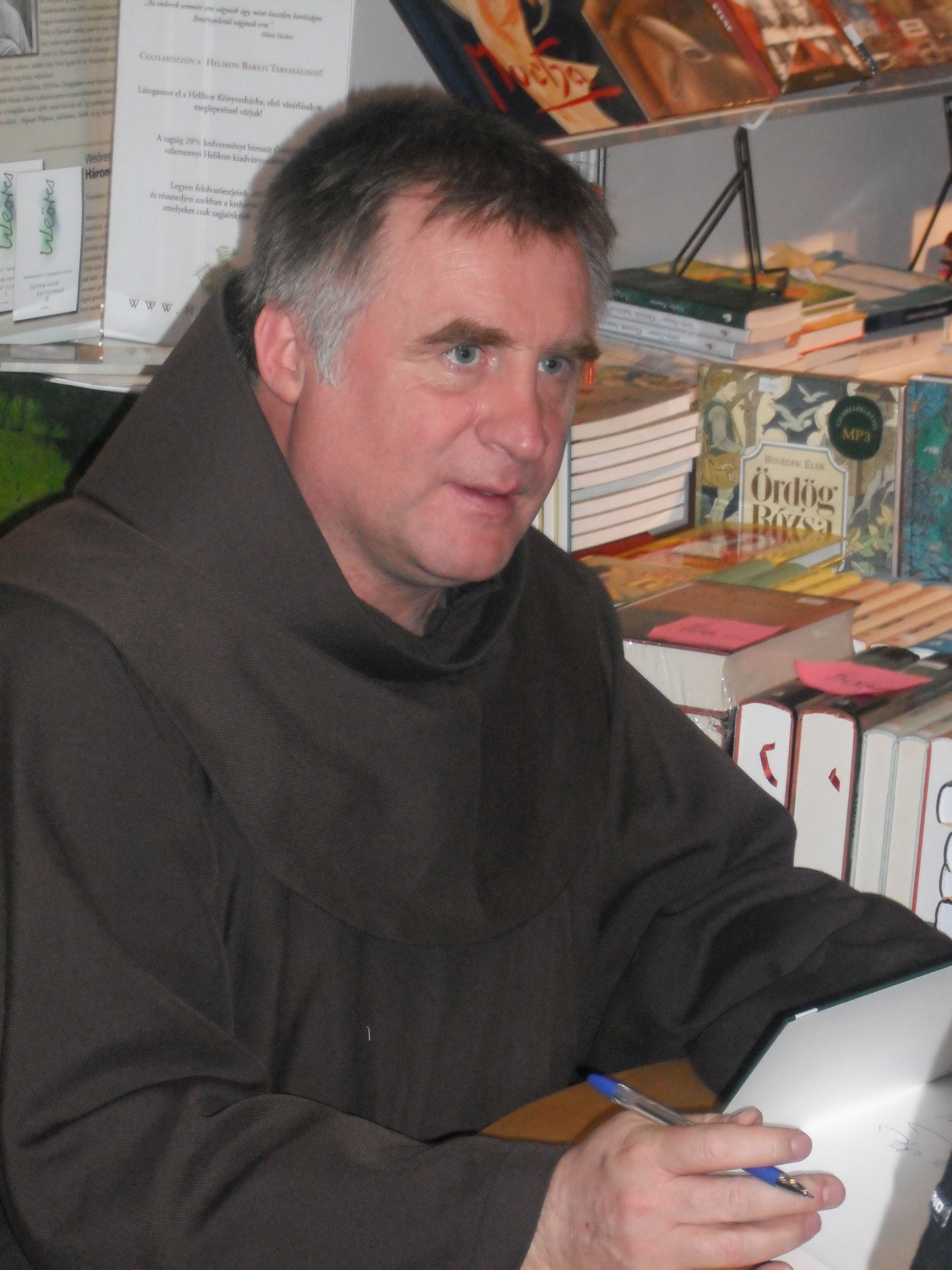
Csaba Böjte

Csaba Böjte (Hongaars: Böjte Csaba) (Cluj-Napoca, 24 januari 1959) is een franciscaanse monnik van etnisch Hongaarse afkomst in Roemenië.
Hij is de oprichter van de Sint Franciscusstichting in Deva. De stichting opereert vanuit een klooster in de stad Deva in het zuiden van Transsylvanië en heeft verspreid over heel Transsylvanië kindertehuizen en scholen opgericht. In de kindertehuizen verblijven veelal kinderen van wie de ouders te arm zijn om deze op te voeden. De stichting leeft geheel van giften waarvan een groot deel ook uit Hongarije komen.
In november 2013 was Csaba Böjte de 500.000ste etnische Hongaar buiten de grenzen van Hongarije die de eed aflegde voor het verkrijgen van het Hongaars Staatsburgerschap sinds de Hongaarse regering dit in 2010 mogelijk maakte.